# Linde bergslags församling
Linde bergslags församling är en församling i Bergslagens kontrakt, Västerås stift. Församlingen ligger i Lindesbergs kommun och utgör ett eget pastorat. 

## Administrativ historik
Församlingen bildades 2010 genom sammanslagning av Lindesbergs församling och Ramsbergs församling. 2016 uppgick Guldsmedshyttans församling i denna församling.

## Kyrkor
- Lindesbergs kyrka
- Ramsbergs kyrka
- Sankta Anna kyrka
- Vedevågs kyrka
- Guldsmedshyttans kyrka